# Cyprinodon artifrons
Cyprinodon artifrons är en fiskart som beskrevs av Hubbs, 1936. Cyprinodon artifrons ingår i släktet Cyprinodon och familjen Cyprinodontidae. Inga underarter finns listade i Catalogue of Life.